# Samsung Galaxy Watch8
Samsung Galaxy Watch8 および Galaxy Watch8 Classic（サムスン ギャラクシー ウォッチ8／クラシック）は、韓国のサムスン電子が製造・販売するスマートウォッチである。2025年7月17日に発表され、日本では2025年8月1日に発売された。

## 概要
Galaxy Watch8は軽量で薄型の設計を採用しており、2サイズ（40mmおよび44mm）が展開されている。Galaxy Watch8 Classicは、回転ベゼルとステンレススチール素材を特徴とし、46mmサイズのみとなっている。
両モデルは、Google Geminiを統合したWear OS 6 + One UI 8 Watchを搭載し、音声操作・健康管理・通知処理などにAIが活用されている。

## 主な機能
Exynos W1000（3nmプロセス）を搭載した5コアプロセッサ  
約30.1g～63.5gの重量（モデルにより異なる）  
Super AMOLEDディスプレイ（最大輝度3000nits）  
BioActiveセンサーによる血管負荷・抗酸化指数・睡眠・体力管理  
Bluetooth 5.3、Wi-Fi 5GHz、NFC、LTE対応（モデルにより）  
防水性能：5ATM + IP68、MIL-STD-810H準拠  

## 日本国内での販売
予約受付は2025年7月17日より開始され、以下の価格で販売された。
希望小売価格（税込）
Galaxy Watch8（40mm, Bluetooth）：57,900円  
Galaxy Watch8（44mm, Bluetooth）：62,900円  
Galaxy Watch8 Classic（46mm, Bluetooth）：82,900円  

## Galaxy Watch8 と Galaxy Watch8 Classic の比較
| 項目                   | Galaxy Watch8                                                                 | Galaxy Watch8 Classic                                        |
| ---------------------- | ----------------------------------------------------------------------------- | ------------------------------------------------------------ |
| ケースサイズ / 重量    | 40mm：約42.7×40.4×8.6mm／約30.1g 44mm：約46.0×43.7×8.6mm／約33.8g             | 46mm：約46.4×46.0×10.6mm／約63.5g                            |
| 素材 / カラー          | アルミニウムケース カラー：グラファイト、シルバー                             | ステンレススチールケース カラー：ブラック、ホワイト          |
| ストレージ / メモリ    | 32GB / 2GB RAM                                                                | 64GB / 2GB RAM                                               |
| プロセッサ             | Exynos W1000（3nm・5コア）                                                    | 同左                                                         |
| ディスプレイ           | Super AMOLED（最大3,000nits） サファイアクリスタル                            | 同左                                                         |
| OS / UI                | Wear OS 6 + One UI 8 Watch（Google Gemini AI 搭載）                           | 同左                                                         |
| バッテリー容量         | 40mm：325mAh 44mm：435mAh（最大約40時間駆動）                                 | 445mAh（最大約40時間駆動）                                   |
| 健康管理機能           | 抗酸化指数、血管負荷、エナジースコア、睡眠・ランニングコーチ、体組成分析 など | 同左                                                         |
| 操作性                 | タッチ操作中心                                                                | 回転ベゼル + Quick Button + Dynamic Lug による物理操作に対応 |
| 接続性                 | Bluetooth 5.3, Wi-Fi 2.4GHz/5GHz, NFC, GNSS（L1+L5） LTEモデルあり            | 同左                                                         |
| 防水 / 耐久性          | 5ATM + IP68 / MIL-STD-810H                                                    | 同左                                                         |
| 価格（日本国内・税込） | 40mm：57,900円 44mm：62,900円                                                 | 46mm：82,900円                                               |